# Dereck Chisora
Dereck Chisora (* 29. Dezember 1983 in Mbare bei Harare) ist ein britischer Profiboxer simbabwischer Herkunft und ehemaliger Europameister (EBU) im Schwergewicht.

## Amateur
Chisora übersiedelte im Alter von 16 Jahren von Simbabwe nach England und fiel bereits in seiner Jugend durch kriminelle Handlungen auf. Von seinem Bewährungshelfer wurde er als sozial-integrative Maßnahme an einen Boxclub vermittelt. Als folgender Amateurboxer kämpfte er im Superschwergewicht und gewann im Dezember 2005 die Englische Amateurmeisterschaft dieser Gewichtsklasse.

## Profikarriere
Anfang 2007 wechselte er ins Profilager und gewann seinen ersten Kampf am 17. Februar durch Technischen Knockout (TKO) in der zweiten Runde gegen den Ungar István Kecskés. Am 14. Juni 2008 besiegte er den ungeschlagenen, späteren Commonwealth-Meister Sam Sexton durch Technischen K. o. in der sechsten Runde. Auch den späteren Commonwealth-Meister Neil Simpson besiegte er am 6. Dezember 2008 vorzeitig.
Am 22. Mai 2009 boxte Chisora gegen Paul Butlin, den er bereits im Januar 2008 in einem vierrundigen Kampf nach Punkten besiegt hatte. Ohne erkennbaren Grund biss Chisora Butlin in der fünften Runde des Kampfes in das linke Ohr. Da der Ringrichter den Biss nicht erkannt hatte, wurde er nicht disqualifiziert und gewann den Kampf schließlich nach acht Runden nach Punkten. Anschließend wurde er jedoch für vier Monate gesperrt und erhielt eine Geldstrafe von 2.500 Pfund; der Sieg wurde ihm dennoch nicht aberkannt.
Nach zwei weiteren erfolgreichen Aufbaukämpfen boxte er am 15. Mai 2010 gegen den erfahrenen  Danny Williams (damals 41 Siege und 8 Niederlagen) um die britische Schwergewichtsmeisterschaft. Williams hatte zu diesem Zeitpunkt seinen Zenit allerdings weit überschritten. Ursprünglich hatte Sam Sexton gegen Williams kämpfen sollen, dieser musste allerdings wegen einer Handverletzung absagen, so dass Chisora seine Chance bekam. Er gewann das Duell gegen Williams durch Technischen K. o. in der zweiten Runde. Anschließend verteidigte er den Titel erfolgreich und gewann zudem den Commonwealth-Titel in einem Rückkampf gegen Sexton, den er in der neunten Runde erneut vorzeitig besiegen konnte.
Ein Kampf gegen IBF/WBO-Weltmeister Wladimir Klitschko am 11. Dezember 2010 wurde von Klitschko aufgrund einer Bauchmuskelverletzung zunächst auf den 30. April 2011 verschoben und letztendlich wegen nicht optimalen Heilungsverlaufs gänzlich abgesagt, damit Klitschko am 2. Juli 2011 einen Vereinigungskampf gegen WBA-Weltmeister David Haye bestreiten konnte.
Chisora boxte daraufhin am 23. Juli 2011 in einer Verteidigung der Commonwealth- und britischen Schwergewichtsmeisterschaft gegen Tyson Fury. Er trat dabei mit einem Gewicht von mehr als 118 kg auf, dem höchsten Kampfgewicht seiner bisherigen Karriere. Chisora verlor den Kampf über zwölf Runden klar nach Punkten und musste die erste Niederlage seiner Profikarriere hinnehmen. Nach einem Aufbaukampf boxte er am 3. Dezember 2011 in Helsinki gegen den Finnen Robert Helenius um die Europameisterschaft und unterlag dabei umstritten nach Punkten.
Im Folgenden wurde er von WBC-Weltmeister Vitali Klitschko als Gegner für eine freiwillige Titelverteidigung am 18. Februar 2012 in München verpflichtet. Den Kampf über zwölf Runden verlor Chisora einstimmig nach Punkten. Überschattet wurde der Boxkampf von unsportlichen Verhaltensweisen; so hatte Chisora Klitschko schon beim Wiegen geohrfeigt. Dann verzögerte er den Kampfbeginn und spuckte dem ebenfalls anwesenden Wladimir Klitschko nach seinem Einmarsch in den Ring Wasser ins Gesicht. Während der Pressekonferenz nach dem Kampf sorgte Chisora zudem für einen weiteren Eklat, als er mit dem als Fernsehkommentator anwesenden David Haye aneinandergeriet. Chisora und Haye provozierten und beleidigten sich gegenseitig, was schließlich zu einem Handgemenge beider Lager führte. Dabei zog sich Hayes Manager und Trainer Adam Booth eine blutende Schnittwunde an der Stirn zu; Chisora beschuldigte Haye, von diesem mit einer Bierflasche geschlagen worden zu sein und drohte anschließend, Haye zu erschießen. Die Münchener Polizei nahm daraufhin Ermittlungen wegen gefährlicher Körperverletzung gegen die Beteiligten auf und nahm Chisora vor dessen Rückreise zur Befragung zu den Geschehnissen am Münchener Flughafen kurzzeitig fest. Der Boxverband WBC sperrte Chisora daraufhin für Veranstaltungen unter Aufsicht der WBC und kündigte zudem eine Geldstrafe an. Des Weiteren wurde ihm nach einer Anhörung zu den Vorfällen vom britischen Verband British Boxing Board of Control (BBBofC)  auf unbestimmte Zeit die Lizenz entzogen.
Im Mai 2012 wurde auf einer Pressekonferenz in London ein Kampf zwischen Chisora und David Haye angekündigt. Das für maximal zehn Runden geplante Duell fand am 14. Juli 2012 im Upton Park des Londoner Fußballvereins West Ham United statt. Um das Hindernis der entzogenen Boxlizenz zu umgehen, ließ sich Chisora vom luxemburgischen Boxverband eine Lizenz erteilen. Chisora stieg mit einem Kampfgewicht von 112 kg in den Ring und verlor in der fünften Runde durch technischen K. o., nachdem er in derselben Runde bereits einmal angezählt worden war. Bis dahin konnte er dem 17 kg leichteren und durchtrainierter wirkenden Haye technisch und physisch kaum gefährlich werden.
Nachdem er dadurch vier seiner letzten fünf Kämpfe verloren hatte, kämpfte er am 20. April 2013 gegen den unbekannten Argentinier Hector Avila und konnte ihn durch TKO in der neunten Runde besiegen. Am 20. Juli 2013 besiegte er in London den bis dahin ungeschlagenen Malik Scott durch TKO in der sechsten Runde und gewann damit den International-Titel der WBO.
Am 21. September 2013 konnte sich Chisora nach einem TKO Sieg in der fünften Runde gegen Edmund Gerber den vakant gewordenen Europameisterschaftsgürtel sichern. Seinen nächsten Triumph gelang ihm am 30. November 2013 gegen Ondrej Pala durch TKO in der dritten Runde und dem Gewinn des WBA-International-Gürtels. Die erste Titelverteidigung stieg am 15. Februar 2014 gegen Kevin Johnson, welchen Chisora einstimmig nach Punkten gewann.
Seine beiden Gürtel verlor er am 29. November 2014 gegen seinen Landsmann Tyson Fury, wodurch er nach der zehnten Runde aus dem Kampf genommen wurde. Acht Monate später traf er auf Beka Lobjanidze und gewann diesen Kampf durch K. o. in der ersten Runde. Am 26. September 2015 traf er auf Marcelo Nascimento, welchen Chisora nach zehn Runden gewinnen konnte.
Wenig später, am 30. November 2015 wurde bekannt, dass Chisora beim deutschen Boxverband Sauerland Event unter Vertrag steht. Seinen ersten Kampf für seinen neuen Boxstall bestritt er am 5. Dezember 2015 in der Hamburger Inselparkhalle gegen Peter Erdos, welchen Chisora durch TKO in der fünften Runde gewann. Eine Woche später traf er in der Londoner The O2 in einem weiteren Testkampf auf den unbekannten Kroaten Jakov Gospic, diesen konnte er durch TKO in der dritten Runde gewinnen. Seinen nächsten Kampf in Deutschland bestritt er am 9. Januar 2016 in der Offenburger Baden-Arena gegen den Ungar Andras Csomor, welchen er durch TKO in der zweiten Runde gewann.
Auf dem Weg zu einem WM-Kampf musste Chisora aber erstmal am 7. Mai 2016 um die EBU-Europameisterschaft in der Hamburger Barclaycard Arena gegen den Bulgaren Kubrat Pulew ran. Diesen Kampf verlor er mehrstimmig nach Punkten. Für seinen nächsten Kampf traf er am 10. September 2016 in einem Testkampf im Stockholmer Hovet auf den Bosnier Drazan Janjanin. Diesen Kampf gewann er durch K. o. in der zweiten Runde.
Am 10. Dezember 2016 boxte er in der Manchester Arena gegen seinen Landsmann Dillian Whyte, um die britische Schwergewichtsmeisterschaft und verlor den ausgeglichenen Kampf in einer Mehrheitsentscheidung nach Punkten. Im Vorfeld zu diesem Kampf war es zum Eklat gekommen, nachdem Chisora in der Pressekonferenz einen Tisch nach seinem Gegner geworfen hatte.
Im Mai 2017 gab er das Ende seiner Zusammenarbeit mit Sauerland Event bekannt, zudem wechselte er zum Management von Goodwin Boxing, einer Schwesterfirma von Matchroom Sport. Seinen ersten Kampf nach zehn Monaten Pause bestritt er am 30. September 2017 in der Echo Arena Liverpool gegen den Kroaten Robert Filipovic. Diesen gewann er durch TKO in der 5. Runde. Bei einer weiteren Chance um einen WM-Kampf traf er am 4. November 2017 in Monte Carlo auf den Europameister Agit Kabayel, gegen den er in 12 Runden mehrstimmig nach Punkten verlor.
Am 24. März 2018 traf er in der The O2 in London auf den Franzosen Zakaria Azzouzi, welchen er durch TKO in der 2. Runde gewann. Dieser Gegner wurde von seinem Boxstall ausgewählt. Im Juli 2018 siegte er in der Londoner Arena The O2 gegen Carlos Takam durch TKO. Darauf folgte im Dezember desselben Jahres eine KO-Niederlage gegen Dillian White in der 8. Runde
Im April 2019 gewann er nach Punkten gegen Senad Gashi.

## Erfolge
- 2. Dezember 2005: Englischer Amateurmeister im Superschwergewicht (London)[15]
- 15. Mai 2010: Britischer Meister im Schwergewicht (London, 1 Titelverteidigung)
- 18. September 2010: Meister des Commonwealth im Schwergewicht (Birmingham)
- 20. Juli 2013: Internationaler Meister der WBO im Schwergewicht (London, 2 Titelverteidigungen)
- 21. September 2013: Europameister der EBU im Schwergewicht (London)
- 30. November 2013: Internationaler Meister der WBA im Schwergewicht (London, 1 Titelverteidigung)

## Liste der Profikämpfe
| 35 Siege (23 K.-o.-Siege), 13 Niederlagen, 0 Unentschieden |               |                                                      | |                                                     |
| Jahr                                                       | Tag           | Ort                                                  | Gegner | Ergebnis für Chisora                                |
| 2007                                                       | 17. Februar   | Wembley Arena, London, Großbritannien                | István Kecskés Profidebüt | Sieg / TKO 2. Runde                                 |
| 2007                                                       | 7. April      | Millennium Stadium, Cardiff, Großbritannien          | Tony Booth | Punktsieg / 4 Runden                                |
| 2007                                                       | 13. Oktober   | York Hall, London, Großbritannien                    | Darren Morgan | Punktsieg / 4 Runden                                |
| 2008                                                       | 12. Januar    | York Hall, London, Großbritannien                    | Paul Butlin | Punktsieg / 4 Runden                                |
| 2008                                                       | 14. Juni      | York Hall, London, Großbritannien                    | Sam Sexton | Sieg / TKO 6. Runde                                 |
| 2008                                                       | 12. September | Grosvenor House, London, Großbritannien              | Shawn McLean | Sieg / TKO 6. Runde                                 |
| 2008                                                       | 26. September | York Hall, London, Großbritannien                    | Lee Swaby | Sieg / TKO 3. Runde                                 |
| 2008                                                       | 6. Dezember   | ExCeL Exhibition Centre, London, Großbritannien      | Neil Simpson | Sieg / Aufgabe 2. Runde                             |
| 2009                                                       | 30. Januar    | York Hall, London, Großbritannien                    | Daniil Peretyatko | Punktsieg / 8 Runden                                |
| 2009                                                       | 22. Mai       | York Hall, London, Großbritannien                    | Paul Butlin | Punktsieg / 8 Runden                                |
| 2009                                                       | 9. Oktober    | York Hall, London, Großbritannien                    | Zurab Noniashvili | Sieg / TKO 3. Runde                                 |
| 2010                                                       | 13. Februar   | Wembley Arena, London, Großbritannien                | Carl Baker | Sieg / TKO 2. Runde                                 |
| 2010                                                       | 15. Mai       | Upton Park, London, Großbritannien                   | Danny Williams BBBofC-Britische Schwergewicht-Meisterschaft                                                                                   | Sieg / TKO 2. Runde                                 |
| 2010                                                       | 18. September | LG Arena, Birmingham, Großbritannien                 | Sam Sexton BBBofC-Britische Schwergewicht-Titelverteidigung Commonwealth-Schwergewicht-Meisterschaft                                          | Sieg / TKO 9. Runde                                 |
| 2011                                                       | 23. Juli      | Wembley Arena, London, Großbritannien                | Tyson Fury BBBofC-Britische Schwergewicht-Titelverteidigung Commonwealth-Schwergewicht-Titelverteidigung                                      | Punktniederlage (einstimmig) / 12 Runden            |
| 2011                                                       | 11. November  | North Bridge Leisure Centre, Halifax, Großbritannien | Remigijus Ziausys | Punktsieg / 8 Runden                                |
| 2011                                                       | 3. Dezember   | Hartwall Arena, Helsinki, Finnland                   | Robert Helenius WBA/WBO-Interkontinental Schwergewicht-Meisterschaft EBU-Schwergewicht-Europameisterschaft                                    | Punktniederlage (geteilte Entscheidung) / 12 Runden |
| 2012                                                       | 18. Februar   | Olympiahalle München, München, Deutschland           | Vitali Klitschko WBC-Schwergewicht-Weltmeisterschaft                                                                                          | Punktniederlage (einstimmig) / 12 Runden            |
| 2012                                                       | 14. Juli      | Upton Park, London, Großbritannien                   | David Haye WBA-Interkontinental Schwergewicht-Meisterschaft WBO-International Schwergewicht-Meisterschaft                                     | Niederlage / TKO 5. Runde                           |
| 2013                                                       | 20. April     | Wembley Arena, London, Großbritannien                | Hector Alfredo Avila | Sieg / TKO 9. Runde                                 |
| 2013                                                       | 20. Juli      | Wembley Arena, London, Großbritannien                | Malik Scott WBO-International Schwergewicht-Meisterschaft                                                                                     | Sieg / TKO 6. Runde                                 |
| 2013                                                       | 21. September | Copper Box Arena, London, Großbritannien             | Edmund Gerber EBU-Schwergewicht-Europameisterschaft                                                                                           | Sieg / TKO 5. Runde                                 |
| 2013                                                       | 30. November  | Copper Box Arena, London, Großbritannien             | Ondrej Pala WBO-International Schwergewicht-Titelverteidigung WBA-International Schwergewicht-Meisterschaft                                   | Sieg / TKO 3. Runde                                 |
| 2014                                                       | 15. Februar   | Copper Box Arena, London, Großbritannien             | Kevin Johnson WBA/WBO-International Schwergewicht-Titelverteidigung                                                                           | Punktsieg (einstimmig) / 12 Runden                  |
| 2014                                                       | 29. November  | ExCeL Exhibition Centre, London, Großbritannien      | Tyson Fury WBO-International Schwergewicht-Titelverteidigung EBU-Schwergewicht-Titelverteidigung BBBofC-Britische Schwergewicht-Meisterschaft | Niederlage / Aufgabe 10. Runde                      |
| 2015                                                       | 24. Juli      | The SSE Arena Wembley, London, Großbritannien        | Beka Lobjanidze | Sieg / KO 1. Runde                                  |
| 2015                                                       | 26. September | The SSE Arena Wembley, London, Großbritannien        | Marcelo Luiz Nascimento | Punktsieg / 10 Runden                               |
| 2015                                                       | 5. Dezember   | Inselparkhalle, Hamburg-Wilhelmsburg, Deutschland    | Peter Erdos | Sieg / TKO 5. Runde                                 |
| 2015                                                       | 12. Dezember  | The O2, London, Großbritannien                       | Jakov Gospic | Sieg / TKO 3. Runde                                 |
| 2016                                                       | 9. Januar     | Baden-Arena, Offenburg, Deutschland                  | Andras Csomor | Sieg / TKO 2. Runde                                 |
| 2016                                                       | 7. Mai        | Barclaycard Arena, Hamburg, Deutschland              | Kubrat Pulew EBU-Schwergewicht-Europameisterschaft                                                                                            | Punktniederlage (geteilte Entscheidung) / 12 Runden |
| 2016                                                       | 10. September | Hovet, Stockholm, Schweden                           | Drazan Janjanin | Sieg / KO 2. Runde                                  |
| 2016                                                       | 10. Dezember  | Manchester Arena, Manchester, Großbritannien         | Dillian Whyte WBC-International Schwergewicht-Meisterschaft                                                                                   | Punktniederlage (geteilte Entscheidung) / 12 Runden |
| 2017                                                       | 30. September | Echo Arena Liverpool, Liverpool, Großbritannien      | Robert Filipovic | Sieg / TKO 5. Runde                                 |
| 2017                                                       | 4. November   | Salle des Ètoiles, Monte Carlo, Monaco               | Agit Kabayel EBU-Schwergewicht-Europameisterschaft                                                                                            | Punktniederlage (Mehrheitsentscheidung) / 12 Runden |
| 2018                                                       | 24. März      | The O2, London, Großbritannien                       | Zakaria Azzouzi | Sieg / TKO 2. Runde                                 |
| 2018                                                       | 28. Juli      | The O2, London, Großbritannien                       | Carlos Takam WBA-International Schwergewicht-Meisterschaft                                                                                    | Sieg / TKO 8. Runde                                 |
| 2018                                                       | 22. Dezember  | The O2, London, Großbritannien                       | Dillian Whyte WBC-Silber Schwergewicht-Meisterschaft WBO-International Schwergewicht-Meisterschaft                                            | Niederlage / KO 11. Runde                           |
| 2019                                                       | 20. April     | The O2, London, Großbritannien                       | Senad Gashi | Punktsieg (einstimmig) / 10 Runden                  |
| 2019                                                       | 20. Juli      | The O2, London, Großbritannien                       | Artur Szpilka | Sieg / KO 2. Runde                                  |
| 2019                                                       | 26. Oktober   | The O2, London, Großbritannien                       | David Price WBO-Intercontinental Schwergewicht-Meisterschaft                                                                                  | Sieg / TKO 4. Runde                                 |
| 2020                                                       | 24. Oktober   | The O2, London, Großbritannien                       | Oleksandr Ussyk WBO-Intercontinental Schwergewicht-Titelverteidigung                                                                          | Punktniederlage (einstimmig) / 12 Runden            |
| 2021                                                       | 1. Mai        | Manchester Arena, Manchester                         | Joseph Parker WBO-Intercontinental Schwergewicht-Meisterschaft                                                                                | Punktniederlage (geteilte Entscheidung) / 12 Runden |
| 2021                                                       | 18. Dezember  | Manchester Arena, Manchester                         | Joseph Parker WBO-Intercontinental Schwergewicht-Meisterschaft                                                                                | Punktniederlage (einstimmig) / 12 Runden            |
| 2022                                                       | 9. Juli       | The O2 Arena, Greenwich, Großbritannien              | Kubrat Pulew WBA-International Schwergewicht-Meisterschaft                                                                                    | Punktesieg (geteilte Entscheidung) / 12 Runden      |
| 2022                                                       | 3. Dezember   | Tottenham Hotspur Stadium, London, Großbritannien    | Tyson Fury WBC-Schwergewicht-Meisterschaft | Niederlage / TKO 10. Runde                          |
| 2023                                                       | 12. August    | The O2, London, Großbritannien                       | Gerald Washington | Punktsieg (einstimmig) / 10 Runden                  |
| 2024                                                       | 24. Juli      | The O2, London, Großbritannien                       | Joseph Joyce | Punktsieg (einstimmig) / 10 Runden                  |
| 2025                                                       | 8. Februar    | Vereinigtes Königreich, Manchester, Großbritannien   | Otto Wallin | Punktsieg (einstimmig) / 12 Runden                  |
| Quelle: Dereck Chisora in der BoxRec-Datenbank             |               |                                                      | |                                                     |